# Lisa Vidal
Lisa Vidal, född 13 juni 1965 i området Whitestone i stadsdelen Queens i New York, är en amerikansk skådespelare med puertoricanskt påbrå. Hon har medverkat i dramaserierna The Division och Being Mary Jane samt i TV-serierna Yrke: Polis, The Event, Tredje skiftet och Cityakuten.
Vidal har tre syskon, däribland Tanya och Christina Vidal.